# Phanerotoma dentata
Phanerotoma dentata är en stekelart som först beskrevs av Georg Wolfgang Franz Panzer 1805.  Phanerotoma dentata ingår i släktet Phanerotoma och familjen bracksteklar. Enligt den finländska rödlistan är arten nära hotad i Finland. Arten är reproducerande i Sverige. Artens livsmiljö är torra gräsmarker. Utöver nominatformen finns också underarten P. d. rendilea.